# Forellenbach (Weser)
Der Forellenbach ist ein linker Nebenfluss der Weser im Nordosten des deutschen Bundeslandes Nordrhein-Westfalen.

## Geographie
Das Gewässer hat eine Gesamtlänge von 11,3 km. Das Einzugsgebiet erstreckt sich über einen kleinen Teil des nördlichen Lipper Berglands westlich der Weser. Das Gewässer entspringt bei Valdorf westlich des Bonstapel und mündet nach Durchquerung des Stadtzentrums von Vlotho beim Bahnhof Vlotho in die Weser (Weser-Flusskilometer 183,4).
Das Gewässer durchfließt auf seinem Weg von der Quelle bis zur Mündung folgende Gemeinden:
- Vlotho
- Bad Salzuflen (nur wenige Meter)
- Vlotho

Auf seinem Weg nimmt das Gewässer flussabwärts betrachtet folgende Gewässer auf:
- Linnenbeeke (R 3)

(L/R; KM): Linker rechter Zufluss, bei Flusskilometer, Mündung bei KM 0)

## Geschichte
Vom mittelalterlichen Namen Vlothowe des Forellenbaches wird der Name der Stadt Vlotho abgeleitet. Er wurde in der Neuzeit auch verschiedentlich Mühlenbach genannt, weil ihn auf seinem Weg vom heutigen Ortsteil Valdorf bis zur Mündung viele Wassermühlen (Getreide, Ölsaat etc.) nutzten. Eine der ältesten bekannten befand sich am Beginn dieser intensiv genutzten Strecke und ist mit ihrer 1641 dokumentierten Einrichtung gleichzeitig die älteste bekannte Papiermühle in Westfalen-Lippe gewesen. Wasserkraft wurde an diesem Standort schon wesentlich früher genutzt, im Ravensberger Urbar von 1556 wird von einem verfallenen Eisenhammer berichtet.

## Siehe auch

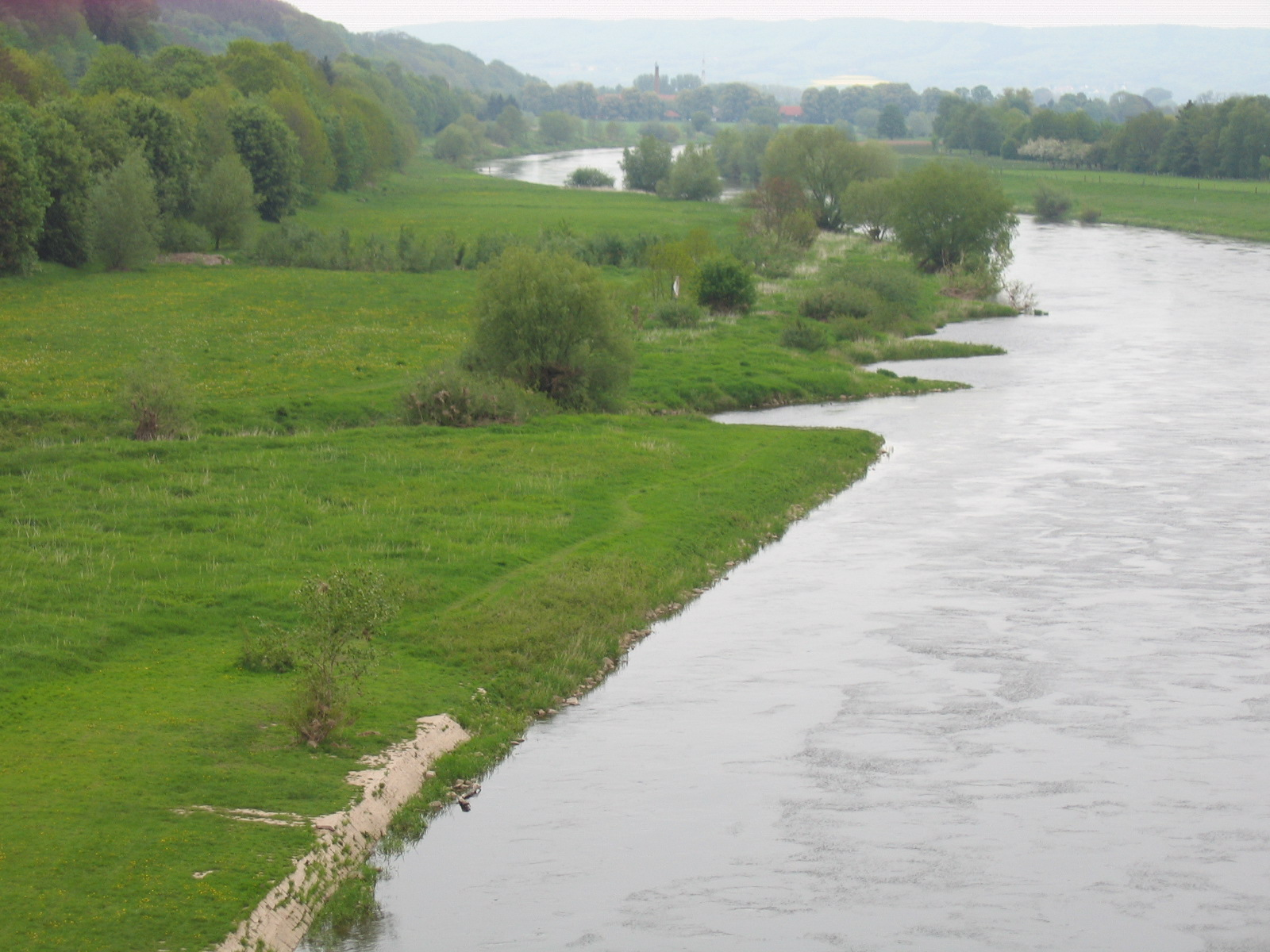
Mündung in die Weser
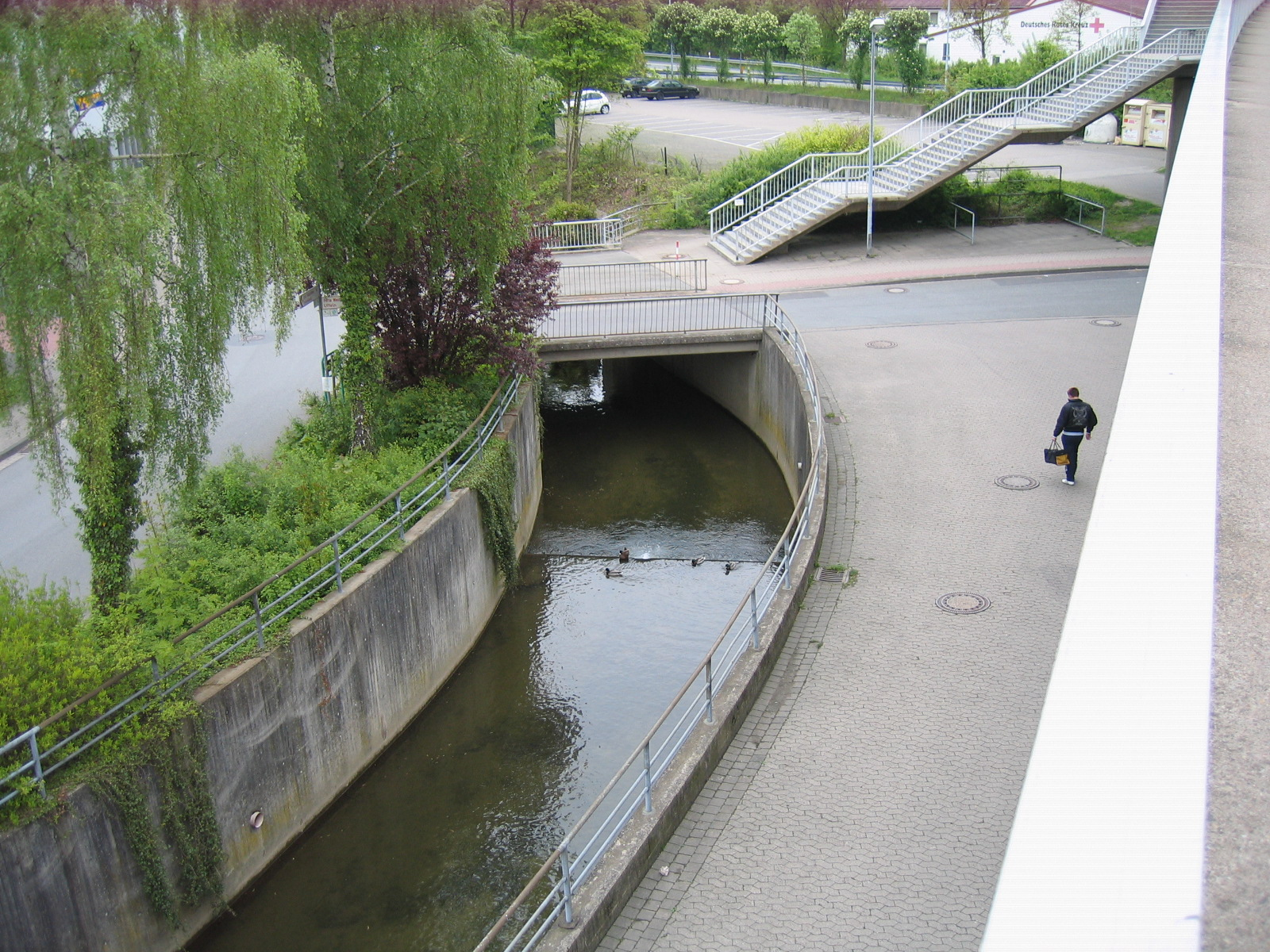
Kanalisiertes Stück in der Vlothoer Kernstadt